# Купол (геометрія)
| Множина куполів             | Множина куполів                                                                         |
| --------------------------- | --------------------------------------------------------------------------------------- |
| П'ятисхилий купол (приклад) |                                                                                         |
| Тип                         | Множина куполів                                                                         |
| Символ Шлефлі               | {n} \| t{n}                                                                             |
| Граней                      | 2n+2 : n рівнобедрених трикутників, n прямокутників, 1 правильний n-кутник, 1 2n-кутник |
| Ребер                       | 5n                                                                                      |
| Вершин                      | 3n                                                                                      |
| Характеристика Ейлера       | {\displaystyle \chi =\Gamma -{\hbox{P}}+{\hbox{B}}=2}                                   |
| Позначення                  | Un (Нотація Конвея для многогранників)                                                  |
| Група симетрії              | Cnv, [n], (*nn), порядок 2n (Циклічна симетрія n-Піраміди)                              |
| Група поворотів             | Cn, [n]+, (nn), порядок n                                                               |
| Дуальний многогранник       | ?                                                                                       |
| Властивості                 | опуклий                                                                                 |

Ку́пол (n-схилий купол) — тіло, утворене з'єднанням двох багатокутників, у якому один (основа) має вдвічі більше сторін, порівняно з іншим (верхньою гранню). З'єднання багатокутників здійснюється рівнобедреними трикутниками і прямокутниками.
n-схилий купол — призматоїд, що складається з 2n-кутника (нижня основа купола), правильного n-кутника (верхня грань, що паралельна основі), та бічних граней: n прямокутників та n рівнобедрених трикутників. При чому нижня грань може бути правильним 2n-кутником, або напівправильним 2n-кутником, у якого сторони рівні через одну і всі кути рівні.
Купол можна розглядати як призму, де один з багатокутників наполовину стягнуто попарним об'єднанням вершин.
Куполу можна приписати розширений символ Шлефлі {n} || t{n}, що описує правильний багатокутник {n}, з'єднаний з паралельною йому зрізаною копією, t{n} або {2n}.
Куполи є підкласом призматоїдів.
Його двоїстий многогранник має форму, яка є свого роду поєднанням половини n-стороннього трапецоедра та 2n-гранної піраміди.
Купол має вісь симетрії порядку n, що проходить через центри основ, а також n площин дзеркальної симетрії, що проходять через вісь купола та середини сторін нижньої основи.
Два купола можуть бути з'єднані по їх нижній основі, утворюючи многогранник бікупол.
Куполи і бікуполи існують як нескінченні множини многогранників, так само, як множини пірамід, біпірамід, призм, антипризм, трапецоедрів та ін.

## Приклади
| n                                  | 2                 | 3               | 4                      | 5                         | 6                                  | 7                                                  |
| ---------------------------------- | ----------------- | --------------- | ---------------------- | ------------------------- | ---------------------------------- | -------------------------------------------------- |
| Назва                              | Двосхилий купол   | Трисхилий купол | Чотирисхилий купол     | П'ятисхилий купол         | Шестисхилий купол (плоский)        | Семисхилий купол (з неправильними бічними гранями) |
| Символ Шлефлі                      | {2} \| t{2}       | {3} \| t{3}     | {4} \| t{4}            | {5} \| t{5}               | {6} \| t{6}                        | {7} \| t{7}                                        |
| Купол                              |                   |                 |                        |                           |                                    |                                                    |
| Пов'язані однорідні багатогранники | Трикутна призма · | Кубооктаедр ·   | Ромбокубо- · октаедр · | Ромбоікосо- · додекаедр · | Ромботри- · шестикутна · мозаїка · | Ромботри- · семикутна · мозаїка ·                  |

Трикутну призму можна вважати «двосхилим куполом» (купол відрізка і квадрата).

Якщо бокові грані купола є правильними трикутниками та квадратами, тоді як основа і верхня грань є правильними багатокутниками, купол є многогранником Джонсона. Ці куполи: трисхилий купол, чотирисхилий і п'ятисхилий, можна отримати, взявши зрізи кубооктаедра, ромбокубооктаедра і ромбоікосододекаедра відповідно.
Якщо купол має всі ребра одинакової довжини {\displaystyle a} (правильногранний) ‒ n = 3, 4, 5, то: Висота купола:
{\displaystyle H={\sqrt {1-{\frac {1}{4}}\cdot \csc ^{2}\left({\frac {\pi }{n}}\right)}}\cdot a}
Радіус описаної сфери:
{\displaystyle R={\sqrt {\frac {7+4\cdot \cos \left({\frac {\pi }{n}}\right)-4\cdot \cos ^{2}\left({\frac {\pi }{n}}\right)}{12-16\cdot \cos ^{2}\left({\frac {\pi }{n}}\right)}}}\cdot a}
Рівносторонній «Шестисхилий купол» є плоскою фігурою. Таким чином, сімейство куполів з правильними гранями існує до n = 5 включно.
Куполи з числом сторін багатокутників n > 5 можна побудувати тільки з неправильними трикутними і прямокутними гранями.

## Координати вершин
Визначення купола не вимагає правильності основи і верхньої грані, але зручно розглядати випадки, в яких куполи мають максимальну симетрію, Cnv. В цьому випадку верхня грань є правильним n-кутником, тоді як основа є правильним 2n-кутником, або 2n-кутником з двома різними довжинами сторін (через одну) і тими ж кутами, що й у правильного 2n- кутника.
Розташуємо купол у координатній системі так, щоб його основа лежала в площині Oxy з центром в початку координат, а верхня грань проходила паралельно цій площині на висоті h. Вісь Oz є віссю симетрії порядку n. Пронумеруємо вершини основи числами від V1 до V2n, а вершини верхньої грані — числами від A1 до An.
Координати вершин тоді можна записати таким чином:
{\displaystyle A_{k}=\left(r\cdot \cos \left({\frac {2\pi \cdot k}{n}}\right),r\cdot \sin \left({\frac {2\pi \cdot k}{n}}\right),h\right)}
{\displaystyle V_{\left(2k-1\right)}=\left(R\cdot \cos \left({\frac {2\pi \cdot k}{n}}+{\frac {\pi }{2n}}\right),R\cdot \sin \left({\frac {2\pi \cdot k}{n}}+{\frac {\pi }{2n}}\right),0\right)}
{\displaystyle V_{\left(2k\right)}=\left(R\cdot \cos \left({\frac {2\pi \cdot k}{n}}-{\frac {\pi }{2n}}\right),R\cdot \sin \left({\frac {2\pi \cdot k}{n}}-{\frac {\pi }{2n}}\right),0\right)}
де k = 1, 2, …, n.
{\displaystyle r={\frac {a}{2\cdot \sin \left({\frac {\pi }{n}}\right)}}} ‒ радіус описаного кола верхнього багатокутника (правильного n ‒ кутника)
{\displaystyle R={\frac {a}{2\cdot \sin \left({\frac {\pi }{2n}}\right)}}} ‒ радіус описаного кола нижнього багатокутника (правильного 2n ‒ кутника)
{\displaystyle a} ‒ довжина ребра багатокутників верхньої та нижньої основ.
h ‒ висота купола
Координати вершин купола, повернутого на деякий кут  {\displaystyle \alpha } навноло його осі (осі z):
{\displaystyle A_{k}=\left(r\cdot \cos \left({\frac {2\pi \cdot k}{n}}+\alpha \right),r\cdot \sin \left({\frac {2\pi \cdot k}{n}}+\alpha \right),h\right)}
{\displaystyle V_{\left(2k-1\right)}=\left(R\cdot \cos \left({\frac {2\pi \cdot k}{n}}+{\frac {\pi }{2n}}+\alpha \right),R\cdot \sin \left({\frac {2\pi \cdot k}{n}}+{\frac {\pi }{2n}}+\alpha \right),0\right)}
{\displaystyle V_{\left(2k\right)}=\left(R\cdot \cos \left({\frac {2\pi \cdot k}{n}}-{\frac {\pi }{2n}}+\alpha \right),R\cdot \sin \left({\frac {2\pi \cdot k}{n}}-{\frac {\pi }{2n}}+\alpha \right),0\right)}
де k = 1, 2, …, n.

## Антикуполи
| Множина антикуполів             | Множина антикуполів                                                                                       |
| ------------------------------- | --- |
| П'ятисхилий антикупол (приклад) | |
| Тип                             | Множина антикуполів                                                                                       |
| Символ Шлефлі                   | s{n} \| t{n}                                                                                              |
| Граней                          | n рівнобедрених трикутників, 2n різносторонніх трикутників, 1 правильний n-кутник, 1 правильний 2n-кутник |
| Ребер                           | 6n |
| Вершин                          | 3n |
| Характеристика Ейлера           | {\displaystyle \chi =\Gamma -{\hbox{P}}+{\hbox{B}}=2}                                                     |
| Позначення                      | Vn (Нотація Конвея для многогранників)                                                                    |
| Група симетрії                  | Cnv, [1,n], (*nn), порядок 2n                                                                             |
| Група поворотів                 | Cn, [1,n]+, (nn), порядок n                                                                               |
| Дуальний многогранник           | ? |
| Властивості                     | опуклий                                                                                                   |

Антику́пол (n‒ кутний антикупол) — тіло, що складається з правильного 2n-кутника (основа антикупола), правильного n-кутника (верхня грань, що паралельна основі), та 3n трикутників двох типів (n рівнобедрених трикутників та 2n різносторонніх трикутників).
При n = 2, верхня грань вироджується в ребро. Антикуполи є підкласом призматоїдів.
Антикупол має вісь симетрії порядку n, що проходить через центри основ та перпендикулярна їм, а також n площин дзеркальної симетрії, що проходять через вісь многогранника та вершини нижньої основи.
Не можна побудувати n-кутний антикупол, щоб всі його грані були правильними багатокутниками; лише деякі грані можуть бути зроблені правильними.
| n                  | 2                     | 3                   | 4                      | 5                     | 6…                    |
| ------------------ | --------------------- | ------------------- | ---------------------- | --------------------- | --------------------- |
| Назва              | Дигональний антикупол | Трисхилий антикупол | Чотирисхилий антикупол | П'ятисхилий антикупол | Шестисхилий антикупол |
| Антикупол          |                       |                     |                        |                       |                       |
| Прозоре зображення |                       |                     |                        |                       |                       |
| Символ Шлефлі      | s{2} \|\| t{2}        | s{3} \|\| t{3}      | s{4} \|\| t{4}         | s{5} \|\| t{5}        | s{6} \|\| t{6}        |
| Розгортка          |                       |                     |                        |                       |                       |

## Координати вершин антикупола
Координати вершин n ‒ антикупола можемо отримати з координат вершин n ‒ купола шляхом повороту верхнього n ‒ кутника на кут {\displaystyle \beta ={\frac {\pi }{2n}}}
Розташуємо антикупол у координатній системі так, щоб його основа лежала в площині Oxy з центром в початку координат, а верхня грань проходила паралельно цій площині на висоті h. Вісь Oz є віссю симетрії порядку n. Пронумеруємо вершини основи числами від V1 до V2n, а вершини верхньої грані — числами від A1 до An.

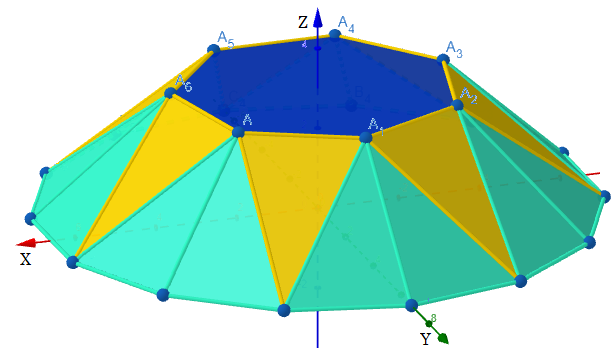
Семисхилий антикупол. Має 7 рівнобедрених трикутників та 14 різносторонніх трикутників, Верхня грань — правильний 7-кутник і нижня грань (основа) привильний 14-кутник.

Координати вершин тоді можна записати таким чином:
{\displaystyle A_{k}=\left(r\cdot \cos \left({\frac {2\pi \cdot k}{n}}\pm {\frac {\pi }{2n}}\right),r\cdot \sin \left({\frac {2\pi \cdot k}{n}}\pm {\frac {\pi }{2n}}\right),h\right)}
Поворот n — кутника відбувається по- або проти годинникової стрілки (відповідно знаки «‒» або «+»)
{\displaystyle V_{\left(2k-1\right)}=\left(R\cdot \cos \left({\frac {2\pi \cdot k}{n}}+{\frac {\pi }{2n}}\right),R\cdot \sin \left({\frac {2\pi \cdot k}{n}}+{\frac {\pi }{2n}}\right),0\right)}
{\displaystyle V_{\left(2k\right)}=\left(R\cdot \cos \left({\frac {2\pi \cdot k}{n}}-{\frac {\pi }{2n}}\right),R\cdot \sin \left({\frac {2\pi \cdot k}{n}}-{\frac {\pi }{2n}}\right),0\right)}
де k = 1, 2, …, n.
{\displaystyle r={\frac {a}{2\cdot \sin \left({\frac {\pi }{n}}\right)}}} ‒ радіус описаного кола верхнього багатокутника (правильного n ‒ кутника)
{\displaystyle R={\frac {a}{2\cdot \sin \left({\frac {\pi }{2n}}\right)}}} ‒ радіус описаного кола нижнього багатокутника (правильного 2n ‒ кутника)
{\displaystyle a} ‒ довжина ребра багатокутників верхньої та нижньої основ.
h ‒ висота антикупола.
Два антикупола можуть бути з'єднані по їх нижній основі, та утворюють многогранник біантикупол.
Антикуполи і біантикуполи існують як нескінченні множини многогранників, так само, як множини пірамід, біпірамід, призм , антипризм , трапецоедрів та ін.

## Зірчасті куполи
| n / d | 4     | 5     | 7     | 8     |
| ----- | ----- | ----- | ----- | ----- |
| 3     | {4/3} | {5/3} | {7/3} | {8/3} |
| 5     | —     | —     | {7/5} | {8/5} |

| n / d | 3                                     | 5                                        | 7                                        |
| ----- | ------------------------------------- | ---------------------------------------- | ---------------------------------------- |
| 2     | Перехрещений трикутний куполоїд {3/2} | Пентаграмний куполоїд {5/2}              | Гептаграмний куполоїд {7/2}              |
| 4     | —                                     | Перехрещений пентаграмний куполоїд {5/4} | Перехрещений гептаграмний куполоїд {7/4} |

Зірчасті куполи існують для всіх основ {n/d}, де 6/5 < n/d < 6 і d непарне. На границях куполи перетворюються на плоскі фігури. Якщо d парне, нижня основа {2n/d} вироджується — ми можемо утворити куполоїд або напівукупол шляхом видалення цієї виродженої грані і дозволивши трикутникам і квадратам з'єднуватися один з одним. Зокрема, тетрагемігексаедр можна розглядати як {3/2}-куполоїд. Усі куполи орієнтовані, тоді як всі куполоїди неорієнтовані. Якщо в куполоїда n/d > 2, трикутники і квадрати не покривають всю основу і на ній залишається тоненька перетинка, яка просто закриває отвір. Таким чином, куполоїди {5/2} і {7/2} на малюнку вище мають перетинки (не заповнені), тоді як куполоїди {5/4} і {7/4} їх не мають.
Висота h купола {n/d} або куполоїда задається формулою
{\displaystyle h={\sqrt {1-{\frac {1}{4\sin ^{2}({\frac {\pi d}{n}})}}}}}.
Зокрема, h = 0 на границях n/d = 6 та n/d = 6/5, і h максимальне при n/d = 2 (трикутна призма, де трикутники розташовані вертикально).
На малюнках вище зірчасті куполи показано в кольорах, щоб підкреслити їх грані — грань n/d-кутника показано червоним, грань 2n/d-кутника показано жовтим, квадрати подано синім кольором, а трикутники — зеленим. Куполоїди мають червоні n/d-кутні грані, жовті квадратні грані, а трикутні грані пофарбовано в блакитний колір, другу ж основу видалено.

## Гіперкуполи
Гіперкуполи або многогранні куполи — це сімейство опуклих неоднорідних чотиривимірних многогранників, аналогічних куполам. Основами кожного такого многогранника є правильний многогранник (тривимірний) і його розтягнення .
В таблиці використовується поняття сегментогранник (англ. Segmentochora) — це фігура, що задовольняє таким властивостям:
1. всі вершини розташовані на одній гіперсфері
2. всі вершини розташовані на двох паралельних гіперплощинах
3. всі ребра мають довжину 1
У площині існує два сегментогранники (сегментокутники) — правильний трикутник і квадрат.
У 3-вимірному просторі до них належать піраміди, призми, антипризми, куполи.
| Назва                                       | Тетраедричний купол       | Тетраедричний купол                                                            | Кубічний купол                                                                      | Кубічний купол                                                                      | Октаедричний купол                                                       | Октаедричний купол                                                                     | Додекаедричний купол                                           | Додекаедричний купол                                                                           | Шестикутний мозаїчний купол                   | Шестикутний мозаїчний купол                                                                                 |
| Символ Шлефлі                               | {3,3} ∨ rr{3,3}           | {3,3} ∨ rr{3,3}                                                                | {4,3} ∨ rr{4,3}                                                                     | {4,3} ∨ rr{4,3}                                                                     | {3,4} ∨ rr{3,4}                                                          | {3,4} ∨ rr{3,4}                                                                        | {5,3} ∨ rr{5,3}                                                | {5,3} ∨ rr{5,3}                                                                                | {6,3} ∨ rr{6,3}                               | {6,3} ∨ rr{6,3}                                                                                             |
| Індекс сегментогранника                     | K4.23                     | K4.23                                                                          | K4.71                                                                               | K4.71                                                                               | K4.107                                                                   | K4.107                                                                                 | K4.152                                                         | K4.152                                                                                         |                                               | |
| ------------------------------------------- | ------------------------- | ------------------------------------------------------------------------------ | ----------------------------------------------------------------------------------- | ----------------------------------------------------------------------------------- | ------------------------------------------------------------------------ | -------------------------------------------------------------------------------------- | -------------------------------------------------------------- | ---------------------------------------------------------------------------------------------- | --------------------------------------------- | --- |
| Радіус описаного кола                       | 1                         | 1                                                                              | {\displaystyle {\sqrt {\frac {3+{\sqrt {2}}}{2}}}} {\displaystyle \approx 1.485634} | {\displaystyle {\sqrt {\frac {3+{\sqrt {2}}}{2}}}} {\displaystyle \approx 1.485634} | {\displaystyle {\sqrt {2+{\sqrt {2}}}}} {\displaystyle \approx 1.847759} | {\displaystyle {\sqrt {2+{\sqrt {2}}}}} {\displaystyle \approx 1.847759}               | {\displaystyle 3+{\sqrt {5}}} {\displaystyle \approx 5.236068} | {\displaystyle 3+{\sqrt {5}}} {\displaystyle \approx 5.236068}                                 |                                               | |
| Малюнок                                     |                           |                                                                                |                                                                                     |                                                                                     |                                                                          |                                                                                        |                                                                |                                                                                                |                                               | |
| Головні комірки                             |                           |                                                                                |                                                                                     |                                                                                     |                                                                          |                                                                                        |                                                                |                                                                                                |                                               | |
| Вершин                                      | 16                        | 16                                                                             | 32                                                                                  | 32                                                                                  | 30                                                                       | 30                                                                                     | 80                                                             | 80                                                                                             | ∞                                             | ∞ |
| Ребер                                       | 42                        | 42                                                                             | 84                                                                                  | 84                                                                                  | 84                                                                       | 84                                                                                     | 210                                                            | 210                                                                                            | ∞                                             | ∞ |
| Граней                                      | 42                        | 24 {3} + 18 {4}                                                                | 80                                                                                  | 32 {3} + 48 {4}                                                                     | 82                                                                       | 40 {3} + 42 {4}                                                                        | 194                                                            | 80 {3} + 90 {4} + 24 {5}                                                                       | ∞                                             | |
| Комірок                                     | 16                        | 1 тетраедр 4 трикутні призми 6 трикутних призм 4 трикутні призми 1 кубооктаедр | 28                                                                                  | 1 куб 6 квадратних призм 12 трикутних призм 8 трикутних пірамід 1 ромбокубооктаедр  | 28                                                                       | 1 октаэдр 8 трикутних призм 12 трикутних призм 6 квадратних пірамід 1 ромбокубооктаедр | 64                                                             | 1 додекаедр 12 п'ятикутних призм 30 трикутних призм 20 трикутних пірамід 1 ромбоікосододекаедр | ∞                                             | 1 шестикутна мозаїка ∞ шестикутних призм ∞ трикутних призм ∞ трикутних пірамід 1 ромботришестикутна мозаїка |
| Пов'язані однорідні 4-вимірні многогранники | Рансінований 5-комірник · | Рансінований 5-комірник ·                                                      | Рансінований тесеракт ·                                                             | Рансінований тесеракт ·                                                             | Рансінований 24-комірник ·                                               | Рансінований 24-комірник ·                                                             | Рансінований 120-комірник ·                                    | Рансінований 120-комірник ·                                                                    | Рансінований шестикутний мозаїчний стільник · | Рансінований шестикутний мозаїчний стільник ·                                                               |